# Alyssum ochroleucum
Alyssum ochroleucum är en korsblommig växtart som beskrevs av Pierre Edmond Boissier och Alfred Huet du Pavillon. Alyssum ochroleucum ingår i släktet stenörter, och familjen korsblommiga växter. Inga underarter finns listade i Catalogue of Life.